# 宇奈月温泉駅
宇奈月温泉駅（うなづきおんせんえき）は、富山県黒部市宇奈月温泉にある、富山地方鉄道本線の駅。本線の終着駅である。駅番号はT41。

## 歴史
- 1923年（大正12年）11月21日：黒部鉄道（東洋アルミナムの子会社）の下立駅 - 当駅間開業に伴い[3]、桃原駅（ももはらえき）として駅開業[1][2][4]。
- 1924年（大正13年）3月：駅名を宇奈月駅に改称[3][4]。
- 1943年（昭和18年）
  - 1月1日：陸上交通事業調整法による統合で富山地方鉄道が設立、同社の黒部線の駅となる[5][6]。
  - 11月11日：旧黒部鉄道の路線の架線電圧が600Vから1500Vへ昇圧。当駅 - 電鉄富山駅間の直通運転を開始[5][6]。
- 1946年（昭和21年）5月21日：温泉街の大火により駅舎に被害（焼失）[7][8]。
- 1969年（昭和44年）
  - 4月1日：鉄道の所属線が本線に変更[6][9]。
  - 8月1日：貨物取扱を廃止[2]。
- 1971年（昭和46年）8月1日：駅名を宇奈月温泉駅に改称[2][4][10]。
- 1973年（昭和48年）8月7日：駅前に温泉噴水を設置[4][10]。
- 1982年（昭和57年）8月29日：現駅舎完成[4]。
- 1992年（平成4年）4月：駅前にモニュメント完成[11]。
- 2016年（平成28年）4月14日：ホーム上に足湯「宇奈月温泉 駅の足湯 くろなぎ」がオープン[12]。
- 2017年（平成29年）9月20日：本駅舎のエレベーター設置工事および改修工事のため、仮駅舎での営業を開始[13]。
- 2018年（平成30年）3月27日：本駅舎のエレベーター設置工事、トイレのバリアフリー化、駅舎内の看板の多言語表記化の改修工事が完成[14][15]。これに伴い、仮駅舎での営業が終了し、本駅舎での営業再開。
- 2024年（令和6年）7月29日：駅前に百年時計（時計塔）が完成[16]。

## 駅構造
島式ホーム1面2線を有する地上駅である。橋上駅舎となっており、終日駅員が配置されている。
1階がホームとトイレと観光案内所、2階が改札口と売店となる。2018年に、バリアフリーへの対応としてエレベーターを設置。改札内とホーム間、2階のコンコースと駅出入口間の合計2基を設置している。
2016年4月にホームの一番端（黒部峡谷鉄道寄り）に水戸岡鋭治がデザインした足湯「宇奈月温泉 駅の足湯 くろなぎ」が開設された。

### のりば
| のりば | 路線  | 方向 | 行先                                   |
| ------ | ----- | ---- | -------------------------------------- |
| 1・2   | ■本線 | 上り | 新黒部・電鉄黒部・新魚津・電鉄富山方面 |

付記事項
- ホーム西側が1番のりば、東側が2番のりばとなる[17]。また、2番のりばには引き上げ線が設けられている[1]。

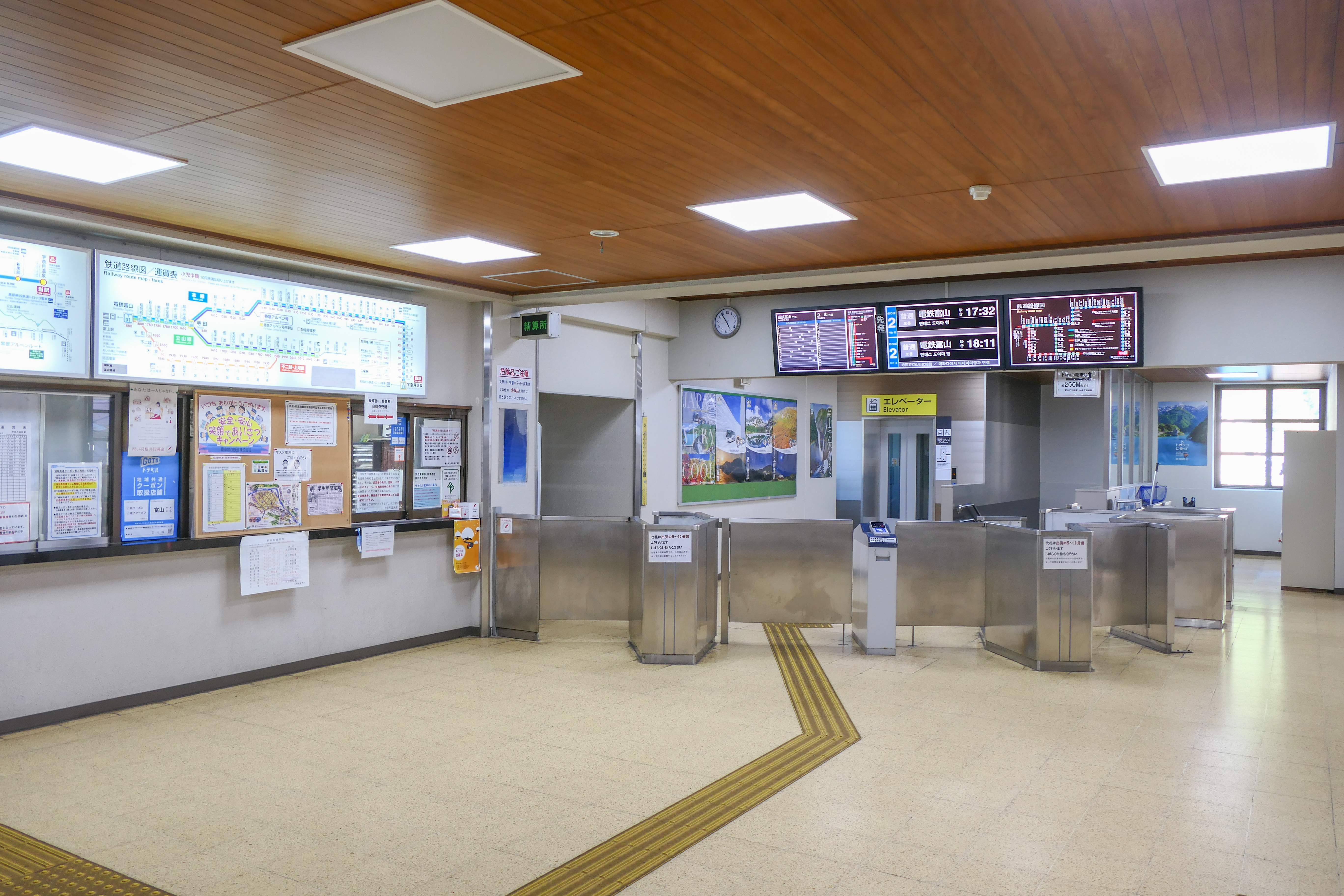
改札口（2022年5月）
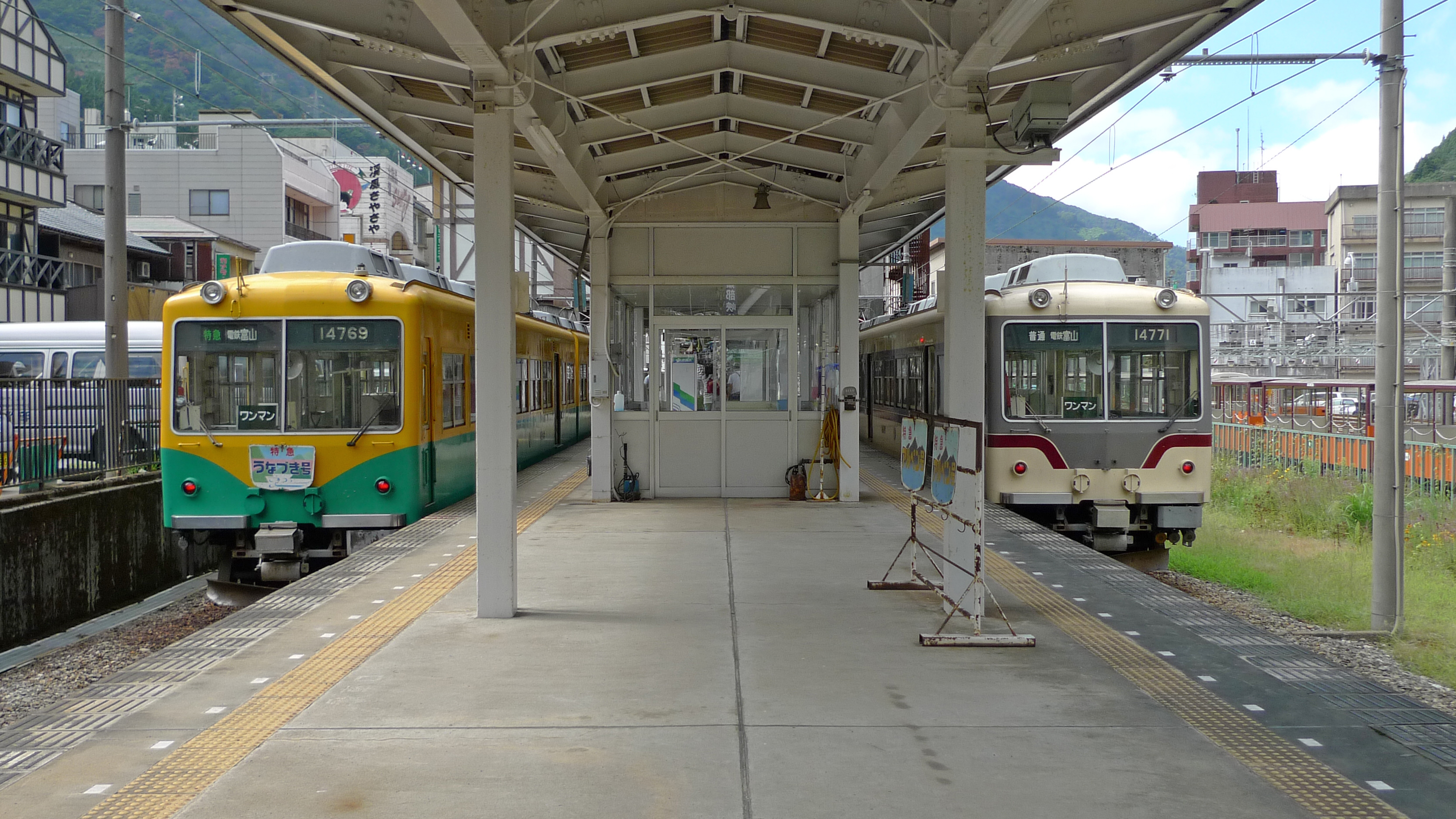
ホーム（2010年9月）
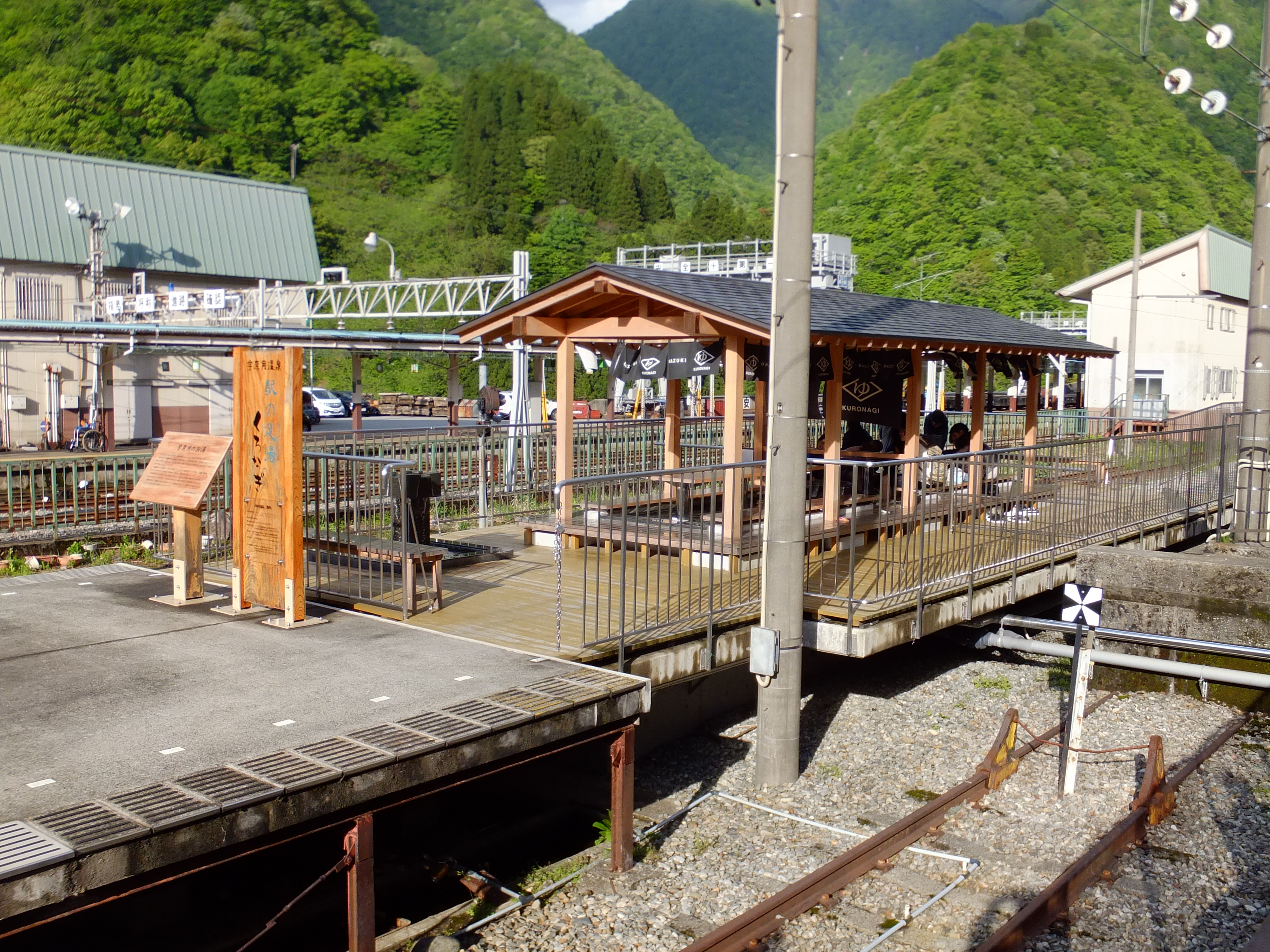
足湯「くろなぎ」（2018年5月）

## 利用状況
「富山県統計年鑑」および「統計黒部」によると、2019年度の1日平均乗降人員は828人である。
各年度の1日平均乗降人員は以下の通り。当駅は、立山駅と並び観光客の利用が多い駅となっている。
特に、夏山シーズンや紅葉シーズンの土日は１日5000人以上の乗降客になり、首都圏のラッシュ並みの混雑が１日中続いている。
| 年度   | 1日平均 乗降人員 |
| ------ | ---------------- |
| 1995年 | 1,109            |
| 1996年 | 1,286            |
| 1997年 | 1,192            |
| 1998年 | 1,028            |
| 1999年 | 922              |
| 2000年 | 839              |
| 2001年 | 758              |
| 2002年 | 741              |
| 2003年 | 758              |
| 2004年 | 706              |
| 2005年 | 676              |
| 2006年 | 686              |
| 2007年 | 660              |
| 2008年 | 704              |
| 2009年 | 617              |
| 2010年 | 589              |
| 2011年 | 574              |
| 2012年 | 579              |
| 2013年 | 660              |
| 2014年 | 680              |
| 2015年 | 1,058            |
| 2016年 | 925              |
| 2017年 | 898              |
| 2018年 | 880              |
| 2019年 | 828              |
| 2020年 | 467              |
| 2021年 | 505              |
| 2022年 | 706              |

## 駅周辺

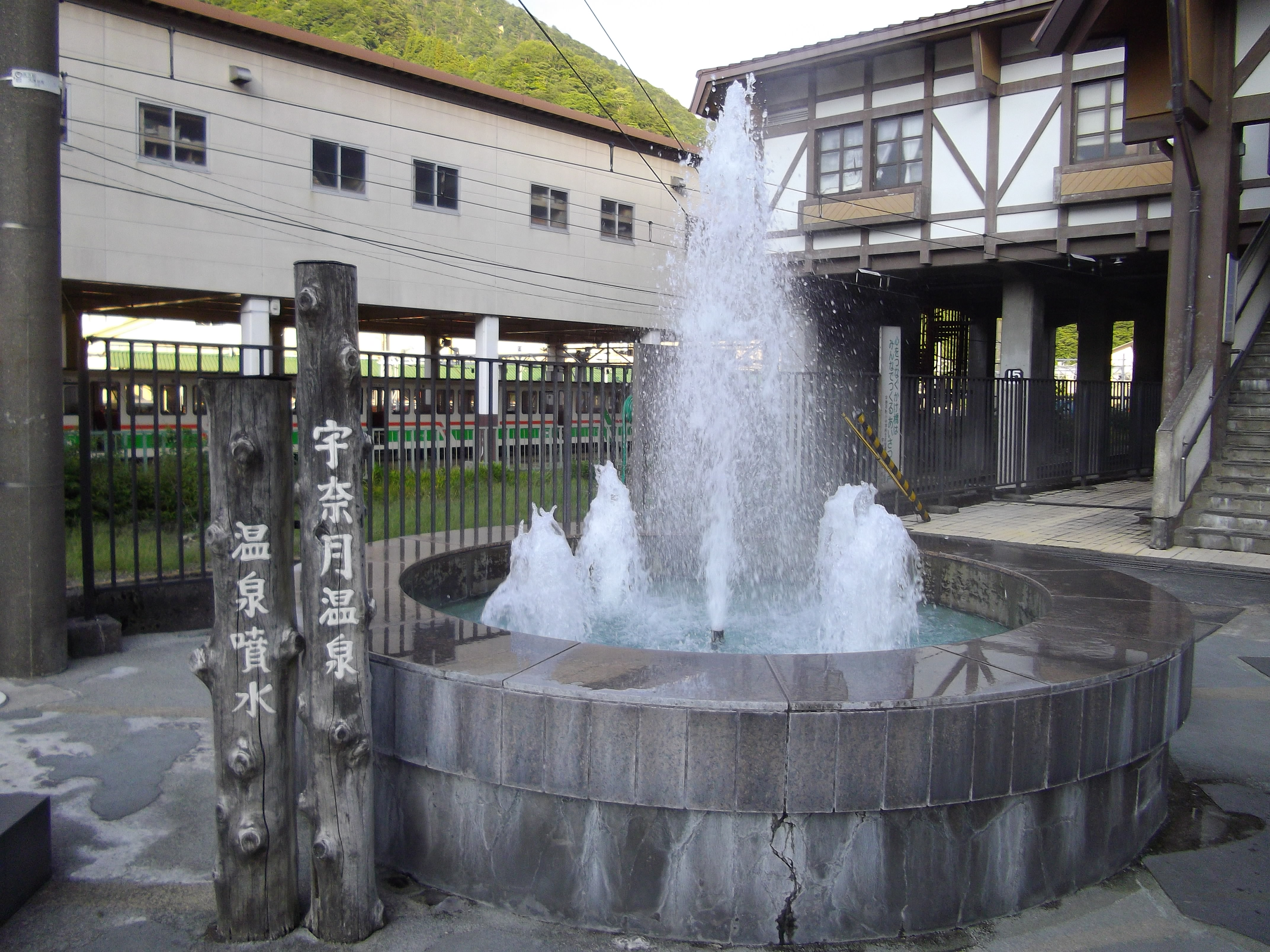
宇奈月温泉 温泉噴水

宇奈月温泉の温泉街であり、駅前広場には温泉の湯を使った噴水がある。また、駅前の歩道の舗装は、日本地図を模したカラー舗装になっている。
当駅から約250メートル南側に黒部峡谷鉄道宇奈月駅がある。混同を避けるため、富山地鉄の駅舎入口には「この駅はトロッコ電車の乗り場ではありません」という但し書きの看板も設置されている。

## 隣の駅
富山地方鉄道
■本線
■アルペン特急・■特急
新黒部駅 (T31) - 宇奈月温泉駅 (T41)
■急行・■普通
音沢駅 (T40) - 宇奈月温泉駅 (T41)